# Simone Fattal
Simone Fattal, née en 1942 à Damas est une peintre, sculptrice, céramiste libano-américaine. Elle vit à Paris.    

## Biographie
Simone Fattal, née en Syrie, grandit à Beyrouth au Liban. Elle s’installe à Paris pour étudier la philosophie à la Sorbonne. De 1969 à 1975, elle travaille comme plasticienne au Liban. En 1980, elle fuit la guerre au Liban et s’installe en Californie. Elle fonde une maison d'édition Post-Apollo Press.  
En 1988, elle suit le cours de sculpture de l’Art Institute de San Francisco, puis s'installe en France et se forme à la céramique avec Hans Spinner à Grasse.  
En 2013, elle réalise un film Autoportrait avec des rushs tournés en 1972. 
En 2019, le MoMA PS1 organise une rétrospective de ses œuvres. 
Elle vivait depuis les années 1980 avec sa compagne l'artiste Etel Adnan (1925-2021),,. 

## Expositions
- Rétrospective de ses peintures, Dar El-Nadwa, Beyrouth, 1993
- Sharjah Art Foundation, 2016[8]
- L'homme qui fera pousser un arbre nouveau, Rochechouart Departmental Museum of Contemporary Art, 2017[9]
- Musée Yves Saint-Laurent, Marrakech, 2018
- Venue, Karma International, Zurich, 2018
- Works and Days, rétrospective, MOMA PS1, New York, 2019

## Prix et distinctions
- Nommée au Prix Aware 2017